# الإيكونومست (صحيفة مغربية)
ذي إيكونوميست هي جريدة أعمال باللغة الفرنسية تصدر في المغرب . الصحيفة متخصصة في الأخبار الاقتصادية والمالية.

## التاريخ والملف الشخصي
نُشرت الإيكونومست لأول مرة في عام 1998.  ورقة مقرها في الدار البيضاء .  إنه الأخت الشقيقة لصحيفة الصباح اليومية العربية وكلاهما مملوكان لشركة ايكوميديا .   على الرغم من أنها ورقة مستقلة، إلا أنها تتمتع بموقف موال للحكومة. 
يتم نشر الإيكونومست في أيام الأسبوع وتركز على أخبار الأعمال.   تم إطلاق موقع الويب الخاص بها في عام 1993 ، مما جعل صحيفة الإيكونومست هي الصحيفة الثانية التي لديها طبعة على الإنترنت.  الورقة هي الحائزة على جائزة فيكتوري دي لا بريس في فئة المجرفة / المقالة لهذا العام.
وكان توزيع عام 2003 من الإيكونومست 22000 نسخة.  كان 24.053 نسخة في عام 2012. 

## روابط خارجية
- الموقع الرسمي
 (باللغة الفرنسية)